# IAESTE
Mezinárodní organizace pro výměnu studentů za účelem získání technické praxe (The International Association for the Exchange of Students for Technical Experience; IAESTE) je mezinárodní, nevládní, nepolitická nezisková organizace. Působí ve více než 85 zemích světa na pěti kontinentech. Jejím hlavním posláním je zajišťování zahraničních praxí pro studenty technických vysokých škol v členských zemích.

## Historie
IAESTE byla založena deseti evropskými státy na Imperial College v Londýně v roce 1948. Jednou ze zakládajících zemí bylo i Československo. Pohnutkou k jejímu založení byla snaha zvětšit porozumění mezi národy a předcházet dalším válečným konfliktům.
V roce 1949 ovšem IAESTE Československo kvůli politickému režimu muselo přerušit svou aktivitu. Přidruženým členem se opět stalo roku 1965 a plnohodnotným až 1976. Za dobu svého fungování IAESTE International zprostředkovalo zahraniční stáž více než 320 000 studentů technických vysokých škol. Z toho české lokální centrum vyslalo přes 8000 stážistů.

## IAESTE Czech Republic
Hlavním cílem IAESTE ČR je umožnit studentům a absolventům technických škol zvyšovat svoje odborné a jazykové znalosti prostřednictvím mezinárodního výměnného programu. Každý rok tato organizace zprostředkovává praxe přes sto stážistů. V České republice jsou lokální centra IAESTE na devíti univerzitách, a to na ČVUT Praha, VUT Brno, MZLU Brno, TU Liberec, UTB Zlín, VŠB Ostrava, VŠCHT Praha, ZČU Plzeň, Univerzitě Pardubice a v roce 2021 nově vzniklo lokální centrum na Univerzitě Karlově v Praze. Organizaci tvoří v drtivé většině případů studenti, kteří svou se dobrovolnickou prací podílejí na přípravě výměnných programů i řady dalších projektů.

## Organizační struktura IAESTE
Hlavním řídicím orgánem organizace je Board. Tvoří ho prezident IAESTE, generální tajemník a tři další řadoví členové, ze kterých jeden představuje zástupce členských zemí, kde je IAESTE reprezentováno pouze studenty. Národní tajemníci jednotlivých členských zemí tvoří valnou hromadu. Ta má plnou rozhodovancí kompetenci při určování cílů organizace, schvaluje rozpočet a stanovy. V rámci každé země funguje národní centrum, v jehož čele stojí národní tajemník. Dále pak existují lokální centra na jednotlivých vysokých školách, která společně podléhají svému národnímu centru.

## Mezinárodní výměnný program
IAESTE zajišťuje odbornou praxi v řadě podniků, výzkumných ústavů, laboratoří a dalších institucí. Stáže jsou rozdělené do čtyř skupin podle svého zaměření:
- Research and Development – Praxe nejčastěji probíhá v laboratořích nebo výzkumných centrech. Od studentů jsou vyžadovány teoretické znalosti a schopnost samostatné analýzy. Získané poznatky lze potom dále využít při tvorbě diplomové práce.
- Professional – Běžná práce, obvykleve formě přípravy menšího projektu.
- Working environment – Manuální práce v průmyslových podnicích.
- Non Specific – Nejsou potřeba žádné speciální odborné předpoklady.